# Il falco nero
Il falco nero (Call of the Prairie) è un film del 1936 diretto da Howard Bretherton.
È un western statunitense con William Boyd, James Ellison, Muriel Evans, George 'Gabby' Hayes e Chester Conklin. Fa parte della serie di film western incentrati sul personaggio di Hopalong Cassidy (interpretato da Boyd) creato nel 1904 dallo scrittore Clarence E. Mulford. È basato sul romanzo del 1926 Hopalong Cassidy's Protege di Mulford.

## Produzione
Il film, diretto da Howard Bretherton su una sceneggiatura di Doris Schroeder e Vernon Smith e un soggetto di Clarence E. Mulford, fu prodotto da Harry Sherman tramite la Harry Sherman Productions e girato a Kernville e nei Prudential Studios, in California. Alcune scene addizionali furono filmate nel dicembre del 1935 nei Talisman Studios. Il brano della colonna sonora The Call of the Prairie fu composto da Tot Seymour e Vee Lawnhurst.

## Distribuzione
Il film fu distribuito con il titolo Call of the Prairie negli Stati Uniti dal 6 marzo 1936 al cinema dalla Paramount Pictures. È stato distribuito anche in Brasile con il titolo A Última Testemunha e in Italia con il titolo Il falco nero.

## Promozione
La tagline è: You'll THRILL To His Deeds of Daring... The Prince of Pistoleers in another action-packed saga of the sun-baked prairies!.